# رخيص جدا للقياس

محطة الطاقة النووية في فرنسا

رخيص جدًا للقياس عبارة تُستخدم لوصف مفهوم عندما تكون السلعة رخيصة جدًا على نحو يجعلها أكثر فاعلية من حيث التكلفة وأقل بيروقراطية عند توفيرها بقيمة الرسوم المفتوحة أو حتى مجانًا وجني أرباح من الخدمات المرتبطة بهذه السلعة.
وعلى الرغم ما انتسابها أحيانًا لـ وولتر مارشال، أحد رواد الطاقة النووية في المملكة المتحدة، فإن أول من اخترع هذه العبارة هو لويس شتراوس (Lewis Strauss)، الذي أصبح لاحقًا رئيس مجلس إدارة هيئة الطاقة الذرية الأمريكية، والذي قال في خطاب له عام 1954 أمام الجمعية الوطنية لكتاب العلوم:

«سوف يستمتع أطفالنا في منازلهم بالطاقة الكهربائية الرخيصة جدًا للقياس... ليس من المبالغة أن نتوقع أن أطفالنا سوف يعرفون بالمجاعات الإقليمية الكبرى التي تحدث دوريًا في العالم فقط كموضوعات في مادة التاريخ وسوف يسافرون دون عناء عبر البحار وتحت البحار وعبر الجو مع حد أدنى من المخاطر وبسرعات أكبر وسوف يشهدون أعمارًا أكثر طولاً من أعمارنا حيث إن الأمراض ستقل وسيدرك الإنسان الأسباب التي تؤدي إلى الشيخوخة.»

وغالبًا ما يُفترض (عن فهم وليس عن خطأ) أن توقع شتراوس كان إشارة إلى المفاعلات النووية التقليدية لانشطار اليورانيوم. وفي الواقع، قبل عشرة أيام فقط من خطابه عن «رخيص جدًا للقياس»، كان شتراوس حاضرًا في حفل وضع حجر الأساس لـ محطة شيبينجبورت للطاقة الذرية حيث تنبأ بأنه «سيتم الحصول على الطاقة الكهربائية من الأفران الذرية خلال فترة من 5 إلى 15 عامًا.» ومع ذلك، كان شتراوس يشير بالفعل إلى طاقة الاندماج النووي ومشروع شيروود، الذي كان يقوم بإجراء أبحاث سرية على تطوير محطات الطاقة بالاندماج النووي.
ولم يعط شتراوس أي تلميح عام في ذلك الوقت على أنه كان يشير إلى مفاعلات الاندماج نظرًا لطبيعة سرية مشروع شيروود وأخذت الصحافة توقعه بشأن الكهرباء الرخيصة لتطبيقه على مفاعلات الانشطار التقليدية. ومع ذلك، فإن هيئة الطاقة الذرية الأمريكية وفي شهادة لها أمام الكونغرس الأمريكي قبل عدة أشهر فقط خفضت من سقف التوقعات بشأن طاقة الانشطار، متوقعة فقط أن تكاليف المفاعلات يمكن أن تنخفض إلى نفس تكاليف المصادر التقليدية تقريبًا. وعلى العكس، اعتبر شتراوس انصهار الهيدروجين كمصدر نهائي للطاقة وكان حريصًا على تطوير التكنولوجيا بأسرع وقت ممكن وحث الباحثين العاملين في مشروع شيروود على إحراز تقدم سريع، بل إنه اقترح تقديم جائزة قيمتها مليون دولار للفرد أو الفريق الذي ينجح أولاً.

## وصلات خارجية
- Canadian Nuclear Society page on this speech نسخة محفوظة 13 مارس 2012 على موقع واي باك مشين.
- Steve Cohn (1997). Too cheap to meter: an economic and philosophical analysis of the nuclear dream